# Kubang Puji
Kubang Puji is een bestuurslaag in het regentschap Serang van de provincie Banten, Indonesië. Kubang Puji telt 4428 inwoners (volkstelling 2010).